# Арнутовце
Арнутовце (слч. Arnutovce) насељено је мјесто са административним статусом сеоске општине (слч. obec) у округу Спишка Нова Вес, у Кошичком крају, Словачка Република.

## Становништво
| Година:    | 1994. | 2004.    | 2014.    | 2024.    |
| ---------- | ----- | -------- | -------- | -------- |
| Број људи: | 456   | 595      | 751      | 867      |
| Разлика:   |       | +30,48 % | +26,21 % | +15,44 % |

| Година:    | 2023. | 2024.   |
| ---------- | ----- | ------- |
| Број људи: | 859   | 867     |
| Разлика:   |       | +0,93 % |

Према подацима о броју становника из 2011. године насеље је имало 707 становника.